# USA:s energiminister
USA:s energiminister (engelska: Secretary of Energy) är chef för USA:s energidepartement och utses av USA:s president med senatens råd och samtycke. 
Energiministern ingår av sedvana i presidentens kabinett samt i nationella säkerhetsrådet.
Chris Wright är USA:s energiminister sedan 4 februari 2025.

## Roll och funktion
Även om energidepartement grundades 1977, så går dess föregångares historia tillbaka till Manhattanprojektet under andra världskriget, som efter kriget utvecklades till Atomic Energy Commission (AEC) med ansvar för civil kärnkraft samt USA:s kärnvapen. Energikrisen under början av 1970-talet var en bidragande roll till att energidepartementet bildades. 
Energiministern biträds av en biträdande energiminister (engelska: Deputy Secretary of Energy) samt tre understatssekreterare (varav en med särskilt ansvar för forskningsprogram och en för kärnsäkerhetsfrågor) samt en chefsjurist (engelska: General Counsel): även dessa utses av presidenten med senatens råd och samtycke.

## Lista över USA:s energiministrar (1977–)
| Nr |  | Energiminister                     | Hemdelstat     | Tillträdde       | Avgick          | Parti | Parti          | President            | Ref   |
| -- |  | ---------------------------------- | -------------- | ---------------- | --------------- | ----- | -------------- | -------------------- | ----- |
| 1  |  | James R. Schlesinger (1929–2014)   | Virginia       | 6 augusti 1977   | 23 augusti 1979 |       | Republikanerna | Jimmy Carter (D)     | [ 4 ] |
| 2  |  | Charles W. Duncan, Jr. (1926–2022) | Texas          | 24 augusti 1979  | 20 januari 1981 |       | Demokraterna   | Jimmy Carter (D)     | [ 4 ] |
| 3  |  | James B. Edwards (1927–2014)       | South Carolina | 23 januari 1981  | 5 november 1982 |       | Republikanerna | Ronald Reagan (R)    | [ 4 ] |
| 4  |  | Donald Paul Hodel (född 1935)      | Oregon         | 5 november 1982  | 7 februari 1985 |       | Republikanerna | Ronald Reagan (R)    | [ 4 ] |
| 5  |  | John S. Herrington (född 1939)     | Kalifornien    | 7 februari 1985  | 20 januari 1989 |       | Republikanerna | Ronald Reagan (R)    | [ 4 ] |
| 6  |  | James D. Watkins (1927–2012)       | Kalifornien    | 1 mars 1989      | 20 januari 1993 |       | Republikanerna | George H.W. Bush (R) | [ 4 ] |
| 7  |  | Hazel R. O'Leary (född 1937)       | Minnesota      | 22 januari 1993  | 20 januari 1997 |       | Demokraterna   | Bill Clinton (D)     | [ 4 ] |
| 8  |  | Federico Peña (född 1947)          | Colorado       | 12 mars 1997     | 30 juni 1998    |       | Demokraterna   | Bill Clinton (D)     | [ 4 ] |
| 9  |  | Bill Richardson (1947–2023)        | New Mexico     | 18 augusti 1998  | 20 januari 2001 |       | Demokraterna   | Bill Clinton (D)     | [ 4 ] |
| 10 |  | Spencer Abraham (född 1947)        | Michigan       | 20 januari 2001  | 1 februari 2005 |       | Republikanerna | George W. Bush (R)   | [ 4 ] |
| 11 |  | Samuel W. Bodman (1938–2018)       | Illinois       | 1 februari 2005  | 20 januari 2009 |       | Republikanerna | George W. Bush (R)   | [ 4 ] |
| 12 |  | Steven Chu (född 1948)             | Kalifornien    | 20 januari 2009  | 22 april 2013   |       | Demokraterna   | Barack Obama (D)     | [ 4 ] |
| 13 |  | Ernest Moniz (född 1944)           | Massachusetts  | 16 maj 2013      | 20 januari 2017 |       | Demokraterna   | Barack Obama (D)     | [ 4 ] |
| 14 |  | Rick Perry (född 1950)             | Texas          | 2 mars 2017      | 1 december 2019 |       | Republikanerna | Donald Trump (R)     | [ 4 ] |
| 15 |  | Dan Brouillette (född 1962)        | Texas          | 4 december 2019  | 20 januari 2021 |       | Republikanerna | Donald Trump (R)     | [ 4 ] |
| 16 |  | Jennifer Granholm (född 1959)      | Michigan       | 25 februari 2021 | 20 januari 2025 |       | Demokraterna   | Joe Biden (D)        |       |
| 17 |  | Chris Wright (född 1965)           | Colorado       | 4 februari 2025  | sittande        |       | Republikanerna | Donald Trump (R)     |       |